# Claude Shannon
Pour les personnes ayant le même patronyme, voir Shannon.
Claude Elwood Shannon, né le 30 avril 1916 à Petoskey (Michigan) et mort le 24 février 2001 à Medford (Massachusetts), est un ingénieur en génie électrique et mathématicien américain. Il est l'un des pères, si ce n'est le père fondateur, de la théorie de l'information. Il est en 1956 l'un des organisateurs de la conférence de Dartmouth, considérée comme importante dans l'histoire de l'intelligence artificielle.

## Biographie

### Jeunesse et études
Il étudie le génie électrique et les mathématiques à l'université du Michigan dont il est diplômé en 1936. Il utilise notamment l'algèbre de Boole pour sa maîtrise soutenue en 1938 au Massachusetts Institute of Technology (MIT). Il y explique comment construire des machines à relais en utilisant l'algèbre de Boole pour décrire l'état des relais (1 : fermé, 0 : ouvert)[réf. souhaitée]. Il obtient un doctorat (PhD) en mathématiques au MIT en 1940. 
En 1939, il épouse l’écrivaine Norma Levor, le couple vit à Princeton (New Jersey) mais divorce en 1941.

### Période laboratoires Bell et MIT
Shannon travaille vingt ans au MIT, de 1958 à 1978. Parallèlement à ses activités universitaires, il travaille aussi aux laboratoires Bell de 1941 à 1972. 
En 1949, il se marie avec Mary Elizabeth Moore, avec qui il aura trois enfants.

### Maladie et mort
Souffrant de la maladie d'Alzheimer dans les dernières années de sa vie, Claude Shannon est mort à 84 ans le 24 février 2001 à Medford dans le Massachusetts.

### Personnalité

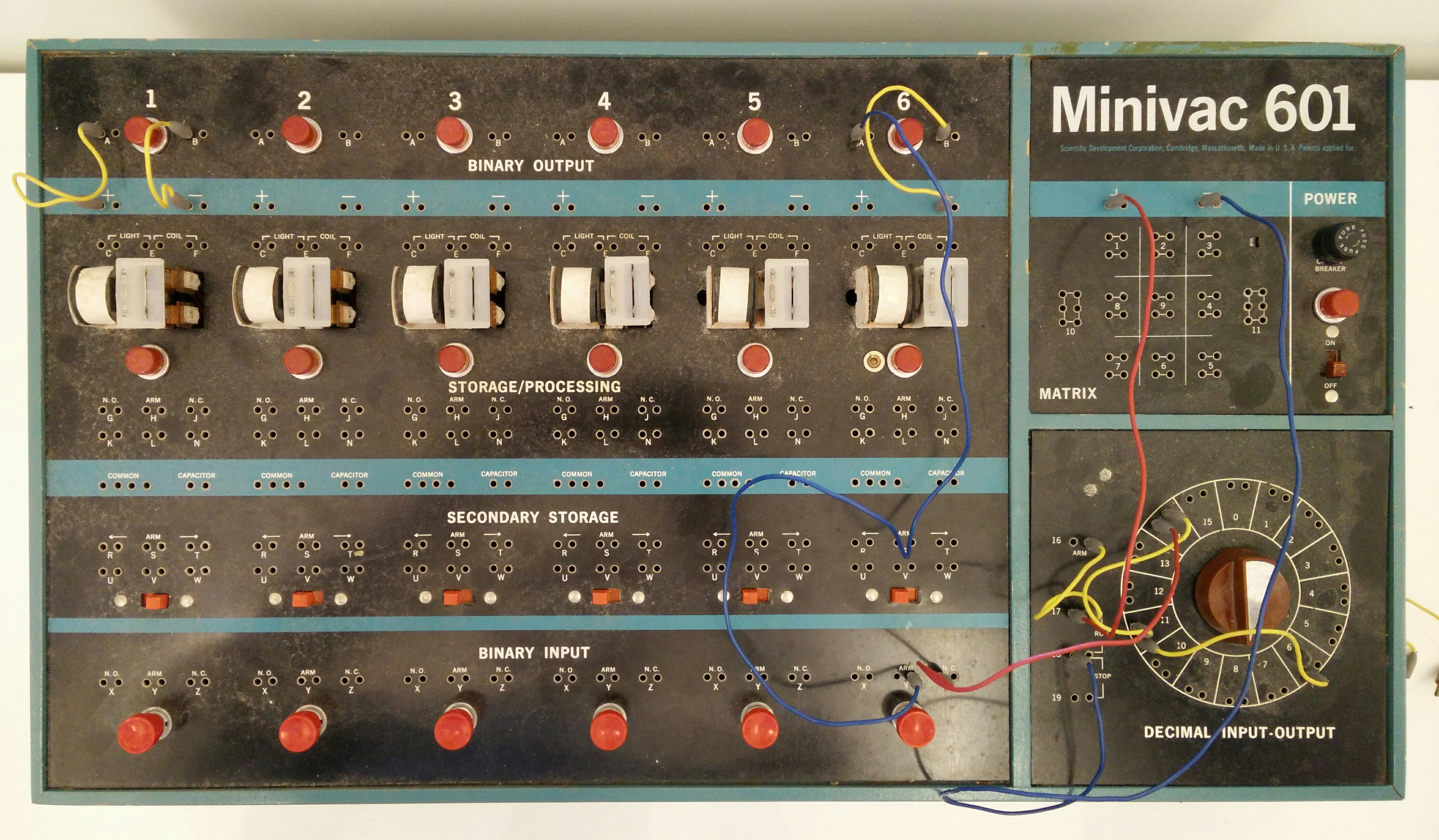
Le Minivac 601, un ordinateur d'apprentissage conçu par Claude Shannon (1961).

Claude Shannon est connu non seulement pour ses travaux dans les télécommunications, mais aussi pour l'étendue et l'originalité de ses hobbies, comme la jonglerie, la pratique du monocycle et l'invention de machines farfelues : une souris mécanique sachant trouver son chemin dans un labyrinthe, un robot jongleur, un joueur d'échecs (roi tour contre roi), etc.
L'un de ces « gadgets » présente toutefois un grand intérêt conceptuel, comme le montrent Philippe Boulanger et Alain Cohen dans Le Trésor des paradoxes (Éditions Belin, 2007). Claude Shannon voulut élaborer une « machine inutile », sans finalité : on la met en marche en appuyant, comme sur tout dispositif électromécanique, sur une touche « on ». Mais les choses prennent alors une tournure surprenante, car cette mise sous tension déclenche un mécanisme provoquant aussitôt l’arrêt du gadget en mettant l’interrupteur sur « off ».

## Travaux
Pendant la Seconde Guerre mondiale, Shannon travaille pour les services secrets de l'armée américaine, en cryptographie. Il est chargé de localiser de manière automatique dans le code ennemi les parties signifiantes cachées au milieu du brouillage. Son travail est exposé dans un rapport secret (déclassifié dans les années 1980 seulement), qui donne naissance après-guerre à un article, A Mathematical Theory of Communication (1948), qui fut repris en 1949 sous la forme d'un livre publié par l'université de l'Illinois avec les commentaires de Warren Weaver, coordonnateur (Mattelart et Mattelart, 2004) dans les services secrets. Cet ouvrage est centré autour de la problématique de la transmission du signal. 

### Schéma de Shannon

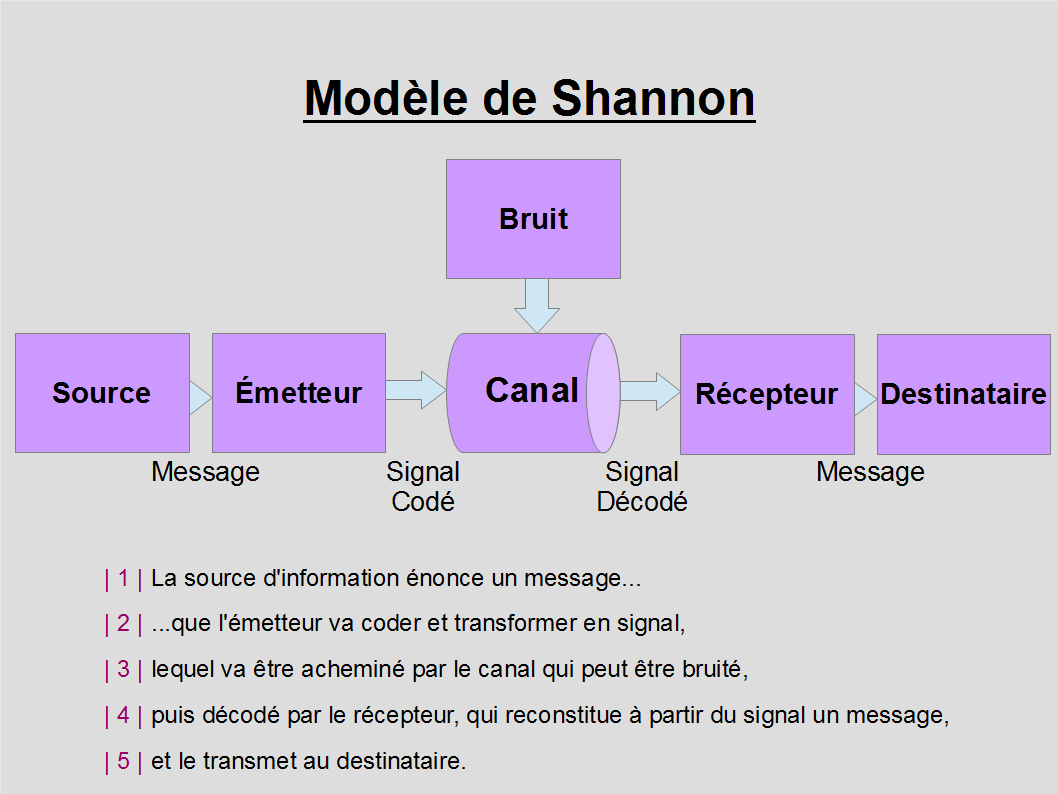
Modèle de Shannon - Communication.

Pour décrire la communication entre machines, l'article de 1948 et le livre de 1949 commencent tous deux par un « schéma », appelé schéma de Shannon ou modèle de Shannon et Weaver. Le schéma modélise la communication entre machines.
Ce schéma est la traduction « civile » d'un schéma préalable, utilisé dans le contexte militaire :
source → encodeur → signal → décodeur → destinataire, dans un contexte de brouillage.
Conçu pour décrire la communication entre machines, ce schéma ne prétend pas traiter exhaustivement de la communication humaine, mais son succès est suffisant pour mériter l'attention et des compliments de Léon Brillouin, et il a participé largement à la création d'un champ disciplinaire : les sciences de l'information et de la communication. Shannon s'étonna de ce phénomène et s'en dissocia[réf. nécessaire]. Cette méthode est compatible avec une approche béhavioriste des médias. Par ailleurs, ce schéma, dit canonique, donne un cadre mathématique à des concepts avant lui plus flous. Ce cadre sera utilisé pour expliquer le codage de Huffman, puis des compresseurs comme ceux de Lempel-Ziv. Il sera enfin utilisé par Benoît Mandelbrot pour expliquer et rectifier la Loi de Zipf.

### Shannon: l'unité de mesure
Dans l'article comme dans son livre, Claude Shannon popularise l'utilisation du mot bit comme mesure élémentaire de l'information numérique. John Tukey fut néanmoins le premier à utiliser le terme. Plus précisément, le bit désigne un chiffre binaire permettant de coder une quantité d'information. Ainsi, il faut au moins un bit (ou 1 Shannon[réf. nécessaire]) pour coder deux états (par exemple « pile » et « face », ou plus généralement 0 et 1) et deux bits permettent de coder quatre états (00, 01, 10, 11). Les 26 lettres de l'alphabet nécessitent au minimum 5 bits car :
{\displaystyle (2^{4}=16)<26\leq (2^{5}=32)}.
Plus généralement, si {\displaystyle P} est le nombre d'états possibles, le nombre de bits minimum {\displaystyle n} nécessaire pour les coder tous vérifie : {\displaystyle 2^{(n-1)}<P\leq 2^{n}} (autrement dit, {\displaystyle n} est le plafond du logarithme binaire de {\displaystyle P} : {\displaystyle n=\lceil \log _{2}P\rceil }).
Dans un cas idéal où toute l'information disponible est utilisée, {\displaystyle P=2^{n}}.
Si les signes ne sont pas équiprobables (ce qui est le cas des lettres dans un message en langue naturelle), on peut obtenir un codage statistiquement plus court, en représentant les lettres fréquentes par des signaux courts (comme dans le code Morse).

### Relation de Shannon
Dans le domaine des télécommunications, la relation de Shannon permet de calculer la valence (ou nombre maximal d'états) en milieu perturbé :
Soit {\displaystyle S} la puissance du signal, {\displaystyle N} la puissance du bruit :
{\displaystyle n={\sqrt {1+{\frac {S}{N}}}}}
On a alors le débit maximal d'un canal de communication de bande passante {\displaystyle H} :
{\displaystyle {\text{Débit max}}=\displaystyle H{\log }_{2}\left(1+{\frac {S}{N}}\right)}
Ce résultat est indépendant de la vitesse d'échantillonnage et du nombre de niveaux d'un échantillon (la valence).

### Entropie au sens de Shannon
Un apport essentiel des travaux de Shannon concerne la notion d'entropie. Si l'on considère N événements de probabilité {\displaystyle p_{1},p_{2},\cdots ,p_{N}}, indépendants les uns des autres, alors leur entropie de Shannon est définie comme :
{\displaystyle {\text{Entropie}}=-\sum _{i=1}^{N}p_{i}\log _{2}(p_{i})}
Il a par ailleurs :
- établi un rapport entre augmentation d'entropie et perte d'information ;
- montré l'équivalence de cette notion avec l’entropie de Ludwig Boltzmann en thermodynamique.

La découverte du concept ouvrait ainsi la voie aux méthodes dites d'entropie maximale (voir probabilité), donc au scanner médical, à la reconnaissance automatique des caractères et à l'apprentissage automatique.

### Théorèmes
Son nom est associé à plusieurs théorèmes, le théorème d'échantillonnage de Nyquist-Shannon sur l'échantillonnage (aussi appelé critère de Shannon), le premier théorème de Shannon sur la limite théorique de la compression, le deuxième théorème de Shannon sur la capacité d'un canal de transmission.

### En dehors de la théorie de l'information
En 1981, Claude Shannon a commencé à écrire un article intitulé Scientific Aspects of Juggling, sur l'art de la jonglerie. Cet article était prévu pour être publié dans Scientific American, mais ce ne fut finalement pas le cas. Néanmoins, cette ébauche a servi de base à la formalisation des mouvements de jonglerie par le siteswap.
Au jeu d'échecs, il a estimé le nombre de parties différentes possibles ayant un sens échiquéen (nombre à distinguer du nombre, beaucoup plus élevé, de parties possibles que permettent les règles du jeu). Ce nombre est estimé à 10120 et porte le nom de nombre de Shannon.

## Hommages
Le prix Claude-Shannon est décerné par l'association pour la théorie de l'information de l'IEEE depuis 1972, pour honorer les contributions importantes à ce domaine.
L'année 2016 marque le centenaire de sa naissance.
Dans son roman La Théorie de l'information (2012), Aurélien Bellanger rend hommage au travail de Shannon. Claude Shannon est un personnage central du livre de James Gleick L'information : L'histoire - La théorie - Le déluge (Cassini, 2015, pour la traduction française).